# Đảng viên Đảng Cộng sản Việt Nam

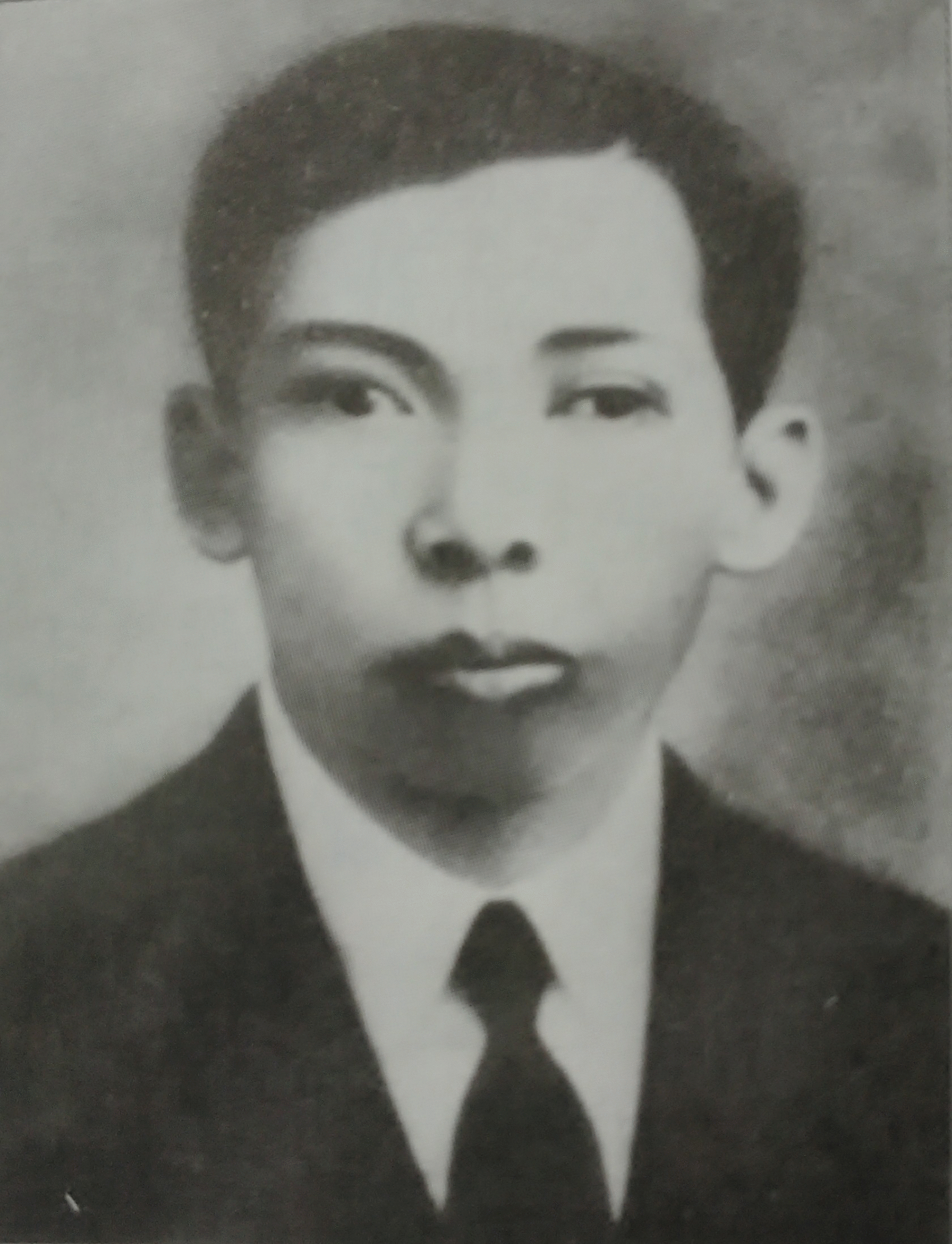
Trần Phú, Đảng viên đầu tiên giữ chức Tổng Bí thư

Đảng viên Đảng Cộng sản Việt Nam là người gia nhập và được kết nạp vào đồng thời sinh hoạt trong Đảng Cộng sản Việt Nam. Ở Việt Nam, từ Đảng viên có thể hiểu là thành viên của Đảng Cộng sản Việt Nam do chỉ có Đảng cộng sản tồn tại hợp pháp và lãnh đạo Việt Nam theo định hướng Xã hội chủ nghĩa. Một số vẫn gọi Đảng viên là Bôn-sê-vich hay Bôn, theo nghĩa tiếng Nga là Đảng viên của Đảng Cộng sản Liên Xô (cũ).
Theo Điều lệ Đảng Cộng sản Việt Nam thì đảng viên phải là công dân Việt Nam từ mười tám tuổi trở lên và người này phải thừa nhận và tự nguyện thực hiện các Cương lĩnh chính trị, Điều lệ Đảng, tiêu chuẩn và nhiệm vụ đảng viên, hoạt động trong một tổ chức cơ sở Đảng (Chi bộ, Đảng bộ....) được nhân dân tín nhiệm, sau đó được giới thiệu kết nạp, thử thách, sinh hoạt và công nhận chính thức. 
Số lượng Đảng viên Đảng cộng sản Việt Nam tính đến tháng 8 2025 là 5,6 triệu, kỳ đại hội XIII (năm 2021) ước tính là khoảng 5,3 triệu đảng viên, năm 2019 là 5,2 triệu Qua quá trình phát triển của lịch sử, số lượng đảng viên không ngừng gia tăng, trong lịch sử, nhiều đảng viên đã có đóng góp, hi sinh cho sự nghiệp cách mạng Việt Nam và để lại nhiều tấm gương tốt thể hiện tinh thần tiên phong và tính gương mẫu. Nhiều lãnh tụ, lãnh đạo tiêu biểu của Việt Nam là đảng viên đảng cộng sản. Tuy nhiên bên cạnh đó vẫn còn tình trạng cán bộ đảng viên giữ các chức vụ trong bộ máy nhà nước, công ty quốc doanh có những hành vi tham nhũng, xa hoa, lãng phí và nhiều đảng viên có biểu hiện suy thoái đạo đức, lối sống đã là vấn đề trở nên mang tính phổ cập trong giai đoạn hiện nay.

## Tổng quan

### Lịch sử phát triển
Đảng Cộng sản Việt Nam được thành lập vào năm 1930 do Nguyễn Ái Quốc triệu tập các đại biểu cộng sản ở Việt Nam họp từ ngày 6 tháng 1 năm 1930 đến ngày 8 tháng 2 năm 1930 tại Hương Cảng, trên cơ sở thống nhất ba tổ chức cộng sản tại Đông Dương. Trần Phú được bầu làm Tổng Bí thư đầu tiên. 
Qua quá trình phát triển, số đảng viên tăng theo thời gian. Một số thống kê cụ thể là:
- Năm 1935: Có 600 Đảng viên
- Năm 1951: Có 766.349 Đảng viên
- Năm 1960: Có 500.000 Đảng viên
- Năm 1966: Có 760.000 Đảng viên
- Năm 1976: Có 1.553.500 Đảng viên. Đáng chú ý là số đảng viên tăng gấp hai từ 1966 đến năm 1976, đại diện 3,1% tổng dân số toàn quốc.[7]
- Năm 1982: Có 1.727.000 Đảng viên
- Năm 1986: Có 2.109.613 Đảng viên
- Năm 1991: Có 2.155.022 Đảng viên
- Năm 1996: Có 2.130.000 Đảng viên
- Năm 2001: Có 2.479.719 Đảng viên
- Năm 2006: Có hơn 3.100.000 Đảng viên. chiếm 3,73% dân số cả nước
- Năm 2009: Đây là năm có số lượng Đảng viên mới kết nạp cao nhất từ trước đến nay với 197.028 người được kết nạp[7]
- Năm 2010: Có 3.636.158 Đảng viên, so với năm 2009, số đảng viên kết nạp là phụ nữ, dân tộc ít người, tôn giáo, đoàn viên thanh niên cộng sản Hồ Chí Minh, cán bộ, công chức nhà nước, viên chức hoạt động sự nghiệp, viên chức kinh doanh, nông dân, sĩ quan, chiến sĩ quân đội và học sinh, sinh viên đều giảm, riêng chỉ có đảng viên kết nạp từ công nhân lao động là tăng.[8]
- Năm 2015: Có hơn 4.500.000 Đảng viên
- Năm 2019: Có 5.200.000 Đảng viên[9]
- Năm 2021: Có hơn 5.300.000 Đảng viên. 3 Đảng bộ cấp tỉnh có tỷ lệ đảng viên so với dân số trong tỉnh cao nhất cả nước theo thứ tự là Bắc Kạn (11,1%), Cao Bằng (10,7%) và Quảng Bình (8,4%).

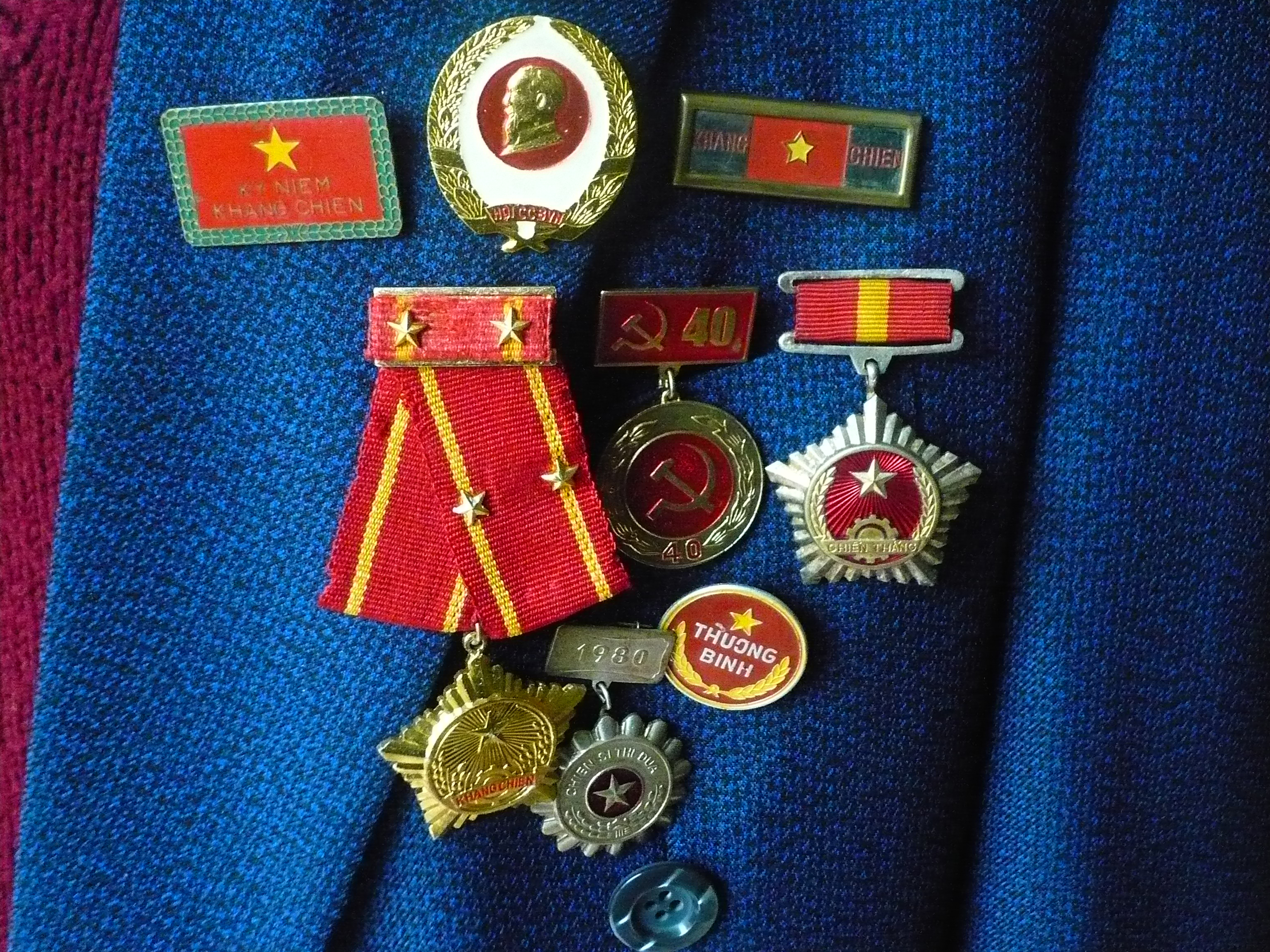
Các loại huy chương ở Việt Nam trong đó có huy hiệu 40 năm tuổi đảng

Lịch sử của Đảng viên Đảng cộng sản Việt Nam được xác định thông ngày tháng năm được kết nạp Đảng (ghi trong quyết định hoặc qua thẻ đảng) và xác định qua hệ thống các Huy hiệu tuổi đảng để xác định số năm tham gia Đảng cộng sản. Đối với những người Đảng viên thì Huy hiệu đảng là hiện vật kỷ niệm, vinh dự nhất của người đảng viên đã qua nhiều năm hoạt động về bản thân cá nhân cũng như nêu cao tinh thần tự hào của gia đình, dòng họ.
Trước đây, Hệ thống huy hiệu của Đảng gồm có Huy hiệu 40 năm tuổi đảng, 50 năm tuổi đảng, 60 năm tuổi đảng và 70 năm tuổi đảng. Hiện nay hệ thống huy hiệu này đã bổ sung thêm các loại huy hiệu 30 năm tuổi đảng, 45 năm, 55 năm, 65 năm và 75 năm việc trao tặng thêm này xuất phát từ lý do các đảng viên đạt được những huy hiệu này phần đông là người cao tuổi (hưu trí, thương binh, bệnh binh….), sức yếu do đó nếu quy định thời gian nhận cách nhau quá lớn (10 năm) thì số lượng đảng viên còn sống và minh mẫn để đón nhận không được nhiều.

### Phát triển đảng
Đối với công tác phát triển Đảng, mối quan tâm rất lớn của Đảng cộng sản là việc lựa chọn, kết nạp những quần chúng ưu tú vào Đảng là nội dung quan trọng, hành động cụ thể, góp phần xây dựng Đảng hay còn gọi là nguồn phát triển Đảng tức lựa chọn những người được Đảng cộng sản gọi là quần chúng ưu tú và có lý tưởng cách mạng trong đó các đối tượng là những người công nhân và người lao động thường được tập trung quyết liệt vì theo nguyên tắc chung thì Đảng cộng sản Việt Nam chính là đội tiên phong của giai cấp công nhân và đại diện cho giai cấp này, ngoài ra chiến lược của đảng cộng sản còn là thường tập trung vào đối tượng thanh niên, đặc biệt là những thanh niên đã vào Đoàn Thanh niên cộng sản Hồ Chí Minh, Công tác phát triển Đảng trong thanh niên là nhiệm vụ quan trọng của tổ chức Đoàn nhằm bổ sung nguồn nhân lực mới cho Đảng. Tham gia xây dựng Đảng, bồi dưỡng giới thiệu đoàn viên ưu tú cho Đảng xem xét kết nạp là nhiệm vụ quan trọng của tổ chức Đoàn.
Ngoài ra còn nhiều đối tượng: học viên an ninh, dân quân tự vệ hội viên phụ nữ, nông dân, cựu quân nhân, công nhân ưu tú và sau khi đã xây dựng được nguồn, Đảng ủy lên kế hoạch phân công đảng viên theo dõi, giúp đỡ quần chúng rèn luyện, phấn đấu vào Đảng. Nhìn chung, đảng viên là người theo học tuyết của Chủ nghĩa Mác Lênin về duy vật biện chứng và là người vô thần, tuy nhiên trên thực tế Đảng Cộng sản Việt Nam vẫn xem xét làm thục tục kết nạp kể cả đối với những có tôn giáo, những người đi đạo, miễn là đáp ứng đủ điều kiện theo điều lệ Đảng và có nguyện vọng gia nhập vào Đảng.
Trước đây vào Đảng là yếu tố then chốt của việc vào được Quốc hội và 100% thành viên trong Quốc hội là Đảng viên, nhưng sau này đã có một số cải cách tiến bộ trong đó:
- Đảng viên được làm kinh tế tư nhân (trước kia đây là điều cấm kị, nếu làm sai có thể khai trừ khỏi đảng cộng sản vì Đảng Cộng sản là chống tư hữu, quan niệm làm kinh tế tư nhân là theo con đường tư sản).
- Có thể tự ứng cử vào Quốc hội nếu được tổ chức Đảng cấp trên đồng ý (trước đây thường là có người đề đạt mới được ứng cử)
- Không phải vào Đảng cũng có thể tham gia vào Quốc hội

### Thẻ đảng
Thẻ đảng được phát cho các đảng viên được kết nạp theo Điều lệ của Đảng Cộng sản Việt Nam và là bằng chứng chứng tỏ một người là thành viên của Đảng cộng sản Việt Nam. Theo quy định chung thì Đảng viên chính thức có đủ tư cách mới được phát thẻ đảng viên. Nếu đảng viên bị thi hành kỷ luật về Đảng từ hình thức khiển trách trở lên thì chưa phát thẻ đảng viên. Không phát thẻ cho đảng viên đang bị bệnh tâm thần. Việc phát thẻ đảng viên được thực hiện theo quy trình khá phức tạp, thông thường được tổ chức thành một buổi lễ trao thẻ (phát thẻ) đảng viên.
Thẻ đảng viên dùng để làm giấy chứng nhận cho các sự kiện quan trọng như: Biểu quyết trong sinh hoạt đảng, tham gia sinh hoạt đảng tạm thời dưới 3 tháng, làm thủ tục chuyển sinh hoạt đảng (khi ra ngoài nước phải giao thẻ đảng viên cho Ban Cán sự đảng ngoài nước quản lý). Đảng viên bị mất thẻ phải kiểm điểm trước chi bộ (nếu có lý do chính đáng thì được cấp lại thẻ đảng viên, nếu không có lý do chính đáng thì phải xử lý kỷ luật trước khi cấp lại thẻ), nếu thẻ bị hỏng thì báo cáo với chi bộ để cấp có thẩm quyền đổi lại thẻ đảng viên. Đảng viên hy sinh, từ trần, gia đình của đảng viên đó được giữ lại thẻ đảng viên. Thẻ đảng được thực hiện việc chứng thực bình thường để phục vụ cho các hoạt động theo quy định của pháp luật về công chứng, chứng thực.

### Vai trò
Trong lịch sử Việt Nam thì Đảng viên có vai trò to lớn. Từ lúc mới thành lập Đảng sự nỗ lực của những đảng viên đã thu hút, lôi cuốn quần chúng vì họ đã nêu cao tinh thần gương mẫu và sự xả thân và là tấm gương sáng về lối sống, tác phong giản dị, gần gũi và rất tốt với nhân dân, đặt lợi ích của quốc gia, dân tộc lên trên lợi ích cá nhân và gia đình họ. Theo diễn tiến lịch sử thì đã có hàng vạn đảng viên chịu xung phong làm những việc khó, hy sinh cho lý tưởng của họ. Đảng Cộng sản Việt Nam chỉ tồn tại và cầm quyền lãnh đạo thông qua từng vai trò của mỗi đảng viên, có lập luận cho rằng nếu không có các thế hệ đảng viên tận tụy trung thành với Đảng, sẵn sàng hy sinh để thực hiện nhiệm vụ và không có những thế hệ đảng viên giữ gìn được phẩm chất, đạo đức, lối sống tốt đẹp, luôn gương mẫu thì Đảng Cộng sản Việt Nam không thể lớn mạnh, không thể có đủ uy tín để lãnh đạo đất nước.
| “             | Để lãnh đạo cách mạng, Đảng phải mạnh. Đảng mạnh là do chi bộ tốt. Chi bộ tốt là do đảng viên đều tốt | ” |
| — Hồ Chí Minh | |   |

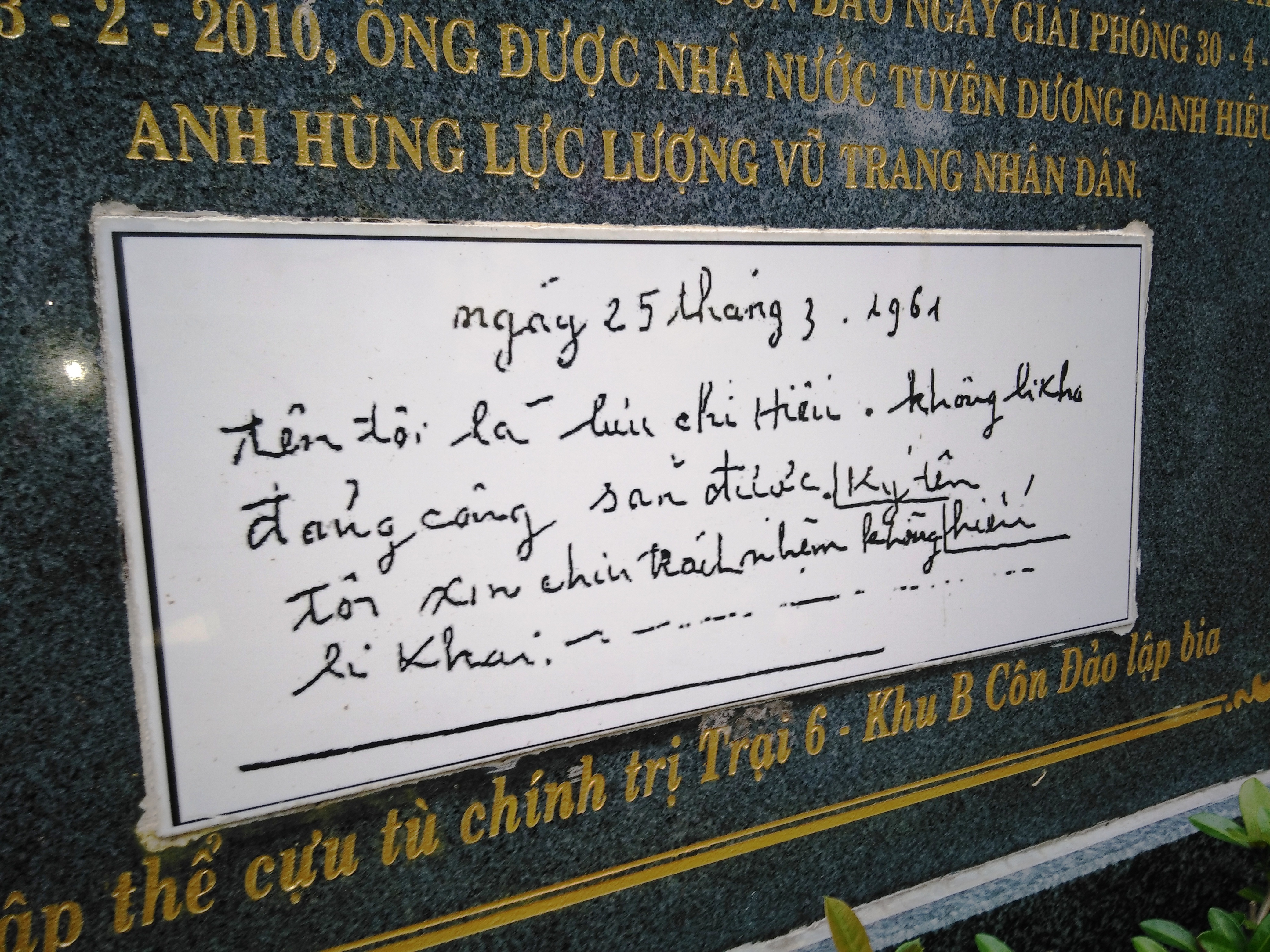
Bút tích của Đảng viên Lưu Chí Hiếu ở Nhà tù Côn Đảo, dù bị tra tấn nhưng ông đã khẳng định là không li khai Đảng

Một số Đảng viên Đảng cộng sản Việt Nam có thể kể đến là:
- Hồ Chí Minh
- Võ Nguyên Giáp
- Lê Duẩn
- Tôn Đức Thắng
- Phạm Văn Đồng
- Trường Chinh
- Nguyễn Phú Trọng

Tính đến nay, đội ngũ đảng viên có vai trò rất lớn trong cơ cấu tổ chức bộ máy nhà nước (ở các vị trí lãnh đạo, quản lý) cũng như các tổ chức chính trị xã hội, đoàn thể ở Việt Nam. Hầu hết các lãnh đạo cao cấp, chủ chốt của nhà nước như nguyên thủ quốc gia, chủ tịch quốc hội, người đứng đầu chính phủ, thủ trưởng các bộ, ngành, người đứng đầu các tổ chức đoàn thể đều có lý lịch là Đảng viên đảng cộng sản Việt Nam hoặc được kết nạp đảng trước khi bổ nhiệm. Chính vì việc này mà dư luận quan tâm đặt ra vấn đề người ngoài đảng có được bổ nhiệm ở cấp bộ trở lên thậm chí là các thành viên chóp bu của chính phủ, quốc hội và ngay cả là ở cấp cơ sở mà trước mắt là cấp tỉnh (Sở) thông qua con đường thi tuyển công chức.
Ngày nay, trong việc bàn về xóa đói giảm nghèo tại các vùng sâu vùng khó khăn,việc phát triển kinh tế được đặt lên những Đảng viên. Ở Sơn la, Lai Châu, Điện Biên, Bạc Liêu... theo số liệu thống kê với số xã giảm nghèo có hiệu quả cũng là những xã có lượng Đảng viên tăng trưởng tốt. Nhiều địa phương thoát nghèo từ lúc có chi bộ Đảng ra đời. Đấy cũng có thể coi là một biểu hiện chân thực về vai trò của Đảng viên trong thời kì mới. Theo lý luận thì trong giai đoạn mới của Việt Nam hiện nay, đảng viên đứng trước những đòi hỏi mới và nhiệm vụ mới là việc tiếp tục sự nghiệp đổi mới, đẩy mạnh công nghiệp hóa, hiện đại hóa đất nước, xây dựng nền kinh tế thị trường định hướng Xã hội chủ nghĩa, đồng thời phải giữ vững, tăng cường vai trò lãnh đạo của Đảng và phải chống lại diễn biến hòa bình. Những yêu cầu đó buộc đảng viên phải có lập trường giai cấp, bản lĩnh chính trị đồng thời nhận thức, kiến thức, năng lực thực hiện công cuộc đổi mới nhưng vậy mới có đủ kiến thức để tuyên truyền cho nhân dân, phổ độ cho các đối tượng đi theo cách mạng, và phải có phẩm chất đạo đức, lối sống, phong cách tốt mới phục chúng và phải có quan hệ mật thiết với quần chúng.
Khi còn sống thì Hồ Chí Minh luôn đề cập đến việc cán bộ, đảng viên phải thường xuyên rèn luyện đạo đức cách mạng, trau dồi quan điểm và thái độ đúng đắn đối với quần chúng, coi việc tôn trọng quần chúng, học hỏi quần chúng, có quan hệ mật thiết với quần chúng là một vấn đề thuộc về phẩm chất, tư cách, đạo đức của đảng viên. Trong tác phẩm Sửa đổi lối làm việc năm 1947, Hồ Chí Minh đã sớm chỉ ra các căn bệnh nguy hiểm trong cán bộ, đảng viên như: kiêu ngạo, hống hách, hẹp hòi, tham nhũng… ông đã kêu gọi mọi cán bộ, đảng viên phải hành động quyết liệt để chống lại những căn bệnh đó để nhân dân tin Đảng và Đảng phải vững mạnh để phục vụ nhân dân.
| “                               | Đảng ta là một Đảng cầm quyền, mỗi đảng viên và cán bộ phải thật sự thấm nhuần đạo đức cách mạng; thật sự cần, kiệm, liêm, chính, chí công vô tư. Phải gìn giữ Đảng ta thật trong sạch, phải xứng đáng là người lãnh đạo, là người đầy tớ thật trung thành của nhân dân | ” |
| — Trích Di chúc của Hồ Chí Minh | |   |

### Trong văn hóa
Trong văn hóa, Đảng viên được nhắc đến qua câu nói: Đảng viên đi trước, làng nước theo sau để chỉ về tính xung kích, tiên phong, gương mẫu của người Đảng viên, giám đi trước, dám làm việc khó và chịu trách nhiệm về việc của mình, nêu gương cho quần chúng. Hình tượng người Đảng viên được nhắc đến qua các hình thức nghệ thuật khác nhau như sân khấu, điện ảnh, truyền hình, ca nhạc, kịch nói, báo chí... trong đó gắn với hình ảnh của những cuộc chiến tranh và xây dựng đất nước, và thường mô tả về sự dũng cảm, sự hi sinh và những phẩm chất tốt đẹp của người Đảng viên. Trong thời kỳ mới, có nhà biên kịch Vũ Hải tập trung cho mảng đề tài hình tượng người đảng viên cộng sản trong thời kỳ mới, đặc biệt là những tác phẩm gần mô tả góc khuất đời người, những diễn biến tâm lý của người đảng viên.

## Các quy định chính
Để được gia nhập Đảng Cộng sản Việt Nam thì phải có các điều kiện như: Động cơ vào Đảng đúng đắn, có giác ngộ chính trị, thừa nhận và tự nguyện thực hiện Cương lĩnh chính trị, Điều lệ Đảng, nhiệm vụ của đảng viên. Hoạt động trong một tổ chức cơ sở đảng và phải là người ưu tú, được nhân dân tín nhiệm. Sau khi được kết nạp, còn phải trải qua thời kỳ dự bị để tiếp tục rèn luyện thử thách trước khi được công nhận là đảng viên chính thức. Cụ thể là:

### Đối tượng và thủ tục
Theo Điều lệ của Đảng Cộng sản Việt Nam thì công dân Việt Nam từ mười tám tuổi trở lên, có thừa nhận và tự nguyện thực hiện các Cương lĩnh chính trị, Điều lệ Đảng, tiêu chuẩn và nhiệm vụ đảng viên, hoạt động trong một tổ chức cơ sở đảng, qua thực tiễn chứng tỏ là người ưu tú, được nhân dân tín nhiệm, đều có thể được xét để kết nạp vào Đảng.
Người muốn vào Đảng phải có đơn tự nguyện xin vào Đảng, báo cáo lý lịch với chi bộ và người này phải được hai đảng viên chính thức giới thiệu. Nơi có tổ chức Đoàn Thanh niên Cộng sản Hồ Chí Minh, người vào Đảng trong độ tuổi thanh niên phải là đoàn viên, được ban chấp hành đoàn cơ sở và một đảng viên chính thức giới thiệu. Nơi không có tổ chức Đoàn thì người vào Đảng phải là đoàn viên công đoàn, được ban chấp hành công đoàn cơ sở và một đảng viên chính thức giới thiệu. Người giới thiệu phải là đảng viên chính thức và cùng công tác với người muốn vào Đảng ít nhất một năm. Ngoài ra người giới thiệu phải báo cáo với chi bộ về lý lịch, phẩm chất, năng lực của người vào Đảng và chịu trách nhiệm về sự giới thiệu của mình. Có điều gì chưa rõ thì báo cáo để chi bộ và cấp trên xem xét.
Trình tự thủ tục kết nạp gồm nhiều bước khác nhau với nhiều biểu mẫu, hồ sơ thủ tục xác minh, thủ tục giới thiệu, chuẩn y được quy định về những quy trình cụ thể. Thủ tục Kết nạp được thông qua một buổi lễ kết nạp trong đó có các nội dung chính như các nghi thức khai mạc, chào cờ, tuyên bố lý do, giới thiệu đại biểu. Tiếp theo là phần đương sự đọc đơn xin vào đảng, sau đó là báo cáo giới thiệu của các đảng viên giới thiệu cho đương sự và quan trọng là lời tuyên thệ, lời thề của đương sự khi được kết nạp Đảng.
Người được kết nạp phải trải qua thời kỳ dự bị mười hai tháng (tính từ ngày chi bộ tổ chức lễ kết nạp). Trong thời kỳ dự bị, chi bộ tiếp tục giáo dục, rèn luyện và phân công đảng viên chính thức giúp đảng viên đó tiến bộ. Khi hết thời kỳ dự bị, chi bộ xét công nhận đảng viên chính thức và biểu quyết như khi xét kết nạp. Nếu xét thấy không đủ tư cách đảng viên thì đề nghị lên cấp ủy có thẩm quyền quyết định xóa tên trong danh sách đảng viên dự bị. Đảng viên đã được công nhận chính thức thì tuổi đảng của đảng viên tính từ ngày ghi trong quyết định kết nạp.

### Quyền hạn và trách nhiệm
Theo Điều 3 của Điều lệ Đảng Cộng sản thì Đảng viên có một số quyền như:
- Được thông tin và thảo luận các vấn đề về Cương lĩnh chính trị, Điều lệ Đảng, đường lối, chủ trương, chính sách của Đảng, biểu quyết công việc của Đảng.
- Ứng cử, đề cử và bầu cử cơ quan lãnh đạo các cấp của Đảng theo quy định của Ban Chấp hành Trung ương Đảng Cộng sản Việt Nam.
- Phê bình, chất vấn về hoạt động của tổ chức đảng và đảng viên ở mọi cấp trong phạm vi tổ chức, báo cáo, kiến nghị với các cơ quan có trách nhiệm và yêu cầu được trả lời.
- Trình bày ý kiến khi tổ chức đảng nhận xét, quyết định công tác hoặc thi hành kỷ luật đối với mình.

Đảng viên dự bị có các quyền này nhưng loại trừ quyền biểu quyết, ứng cử và bầu cử cơ quan lãnh đạo của Đảng.
Theo Điều 2 của Điều lệ Đảng Cộng sản thì Đảng viên có nhiệm vụ:
- Trung thành tuyệt đối với mục đích lý tưởng của Đảng, chấp hành Cương lĩnh chính trị, Điều lệ Đảng, nghị quyết, chỉ thị của Đảng, pháp luật. Hoàn thành tốt nhiệm vụ được giao và phải phục tùng tuyệt đối sự phân công và điều động của Đảng.
- Học tập, rèn luyện, nâng cao trình độ kiến thức, năng lực công tác, phẩm chất chính trị, đạo đức cách mạng, có lối sống lành mạnh, tham gia đấu tranh chống chủ nghĩa cá nhân, cơ hội, cục bộ, quan liêu, tham nhũng, lãng phí và các biểu hiện tiêu cực. Chấp hành quy định của Ban Chấp hành Trung ương về những điều đảng viên không được làm.
- Liên hệ với nhân dân, tôn trọng và phát huy quyền làm chủ của nhân dân, chăm lo đời sống vật chất, tinh thần và bảo vệ quyền lợi chính đáng của nhân dân. tích cực tham gia công tác quần chúng, công tác xã hội nơi làm việc và nơi ở, tuyên truyền vận động gia đình và nhân dân thực hiện đường lối, chính sách của Đảng, pháp luật của Nhà nước.
- Tham gia xây dựng, bảo vệ đường lối, chính sách và tổ chức của Đảng, phục tùng kỷ luật, giữ gìn đoàn kết thống nhất trong Đảng, thường xuyên tự phê bình và phê bình, trung thực với Đảng. Làm công tác phát triển đảng viên. Sinh hoạt đảng và đóng đảng phí đúng quy định. (Riêng Đảng viên tuổi cao, sức yếu, tự nguyện xin giảm, miễn công tác và sinh hoạt đảng do chi bộ xem xét, quyết định - theo Điều 7 Điều lệ Đảng Cộng sản Việt Nam).

Trong thực tiễn, có ý kiến cho rằng đảng viên thì ai cũng phải có trách nhiệm nêu gương, đặc biệt là đối với người đứng đầu cấp ủy và chính quyền các cấp, trách nhiệm đó phải cao hơn do những người này nếu không nêu gương thì không thể giáo dục, thuyết phục được cán bộ, nhân viên thuộc quyền và không được nhân dân tin cậy, tôn trọng.
Bên cạnh đó, những quy định hiện hành của Đảng không cho phép Đảng viên sinh con thứ ba để đảm bảo chính sách kế hoạch hóa gia đình ở Việt Nam (lưu ý là không sinh con lần thứ ba chứ không phải là sinh ba). Việc xử lý kỷ luật đảng viên vi phạm được thực hiện theo Hướng dẫn số 01-HD/UBKTTW ngày 26 tháng 4 năm 2011 của Ủy ban Kiểm tra Trung ương, theo đó Đảng viên vi phạm trong trường hợp sinh con thứ ba (trừ trường hợp pháp luật có quy định khác) thì bị kỷ luật bằng hình thức khiển trách. Tuy nhiên, quy định cũng đặt ra 07 trường hợp Đảng viên có thể sinh con thứ ba theo hướng mở mà không phải chịu trách nhiệm kỷ luật.

### Khai trừ, kỷ luật
Theo Điều lệ Đảng Cộng sản Việt Nam thì nếu đảng viên bỏ sinh hoạt chi bộ hoặc không đóng đảng phí ba tháng trong một năm mà không có lý do chính đáng hay đảng viên giảm sút ý chí phấn đấu, không làm nhiệm vụ đảng viên, đã được chi bộ giáo dục mà không tiến bộ thì chi bộ xem xét, đề nghị lên cấp có thẩm quyền xóa tên trong danh sách đảng viên. Đảng viên xin ra khỏi Đảng do chi bộ xem xét, đề nghị cấp có thẩm quyền chuẩn y kết nạp quyết định. Có nhiều ý kiến cho rằng Đảng viên phải chịu nhiều điều bắt buộc tuân theo vô cùng hà khắc, đấy được coi như là một cách để đảng giữ được vai trò của mình trong mắt quần chúng. Điều lệ đảng và những điều Đảng viên phải tuân theo còn nhiều hơn hẳn những điều quy định trong Pháp luật áp dụng với công dân bình thường.Đảng hi vọng những điều lệ ấy sẽ chẳng những khiến cho Đảng viên là một công dân lương thiện mà còn là một công dân gương mẫu ở địa phương !

## Một số vấn đề gần đây của Đảng viên
Một vấn nạn lớn hiện nay của những người Đảng viên Đảng cộng sản là tệ nạn tham nhũng của các đảng viên, nhất là những người giữ các chức vụ lãnh đạo, quản lý trong chính quyền và hệ thống kinh tế quốc doanh. Tình trạng cán bộ đảng viên tham nhũng, xa hoa, lãng phí, suy thoái đạo đức, lối sống đã tăng lên và đe dọa đến uy tín của Đảng. Đảng cộng sản Việt Nam cũng thừa nhận đây là một quốc nạn và là một trong những nguy cơ nghiêm trọng nhất đe dọa đến sự tồn vong của Đảng và chế độ cộng sản Việt Nam. Một số đảng viên có suy nghĩ rằng Đảng có những chính sách sai lầm về đất đai, về phát triển kinh tế, về sử dụng cán bộ, về sử dụng người hiền tài trí thức... đã tạo nên nhiều lỗ thủng để xã hội đầy rẫy lũ quan lại tham nhũng và ức hiếp dân chúng đồng thời Đảng viên hiện nay không còn là một tấm gương để những thanh niên yêu đất nước noi theo, thậm chí rất nhiều cán bộ Đảng từ trên xuống dưới đã thoái hóa biến thành con sâu con mọt đục khoét tài nguyên của đất nước. Mặc dù vậy cũng có một số ý kiến trong đảng cho rằng tình trạng này chỉ diễn ra trong một bộ phận đảng viên do ảnh hưởng của diễn biến hòa bình
Đảng cộng sản Việt Nam coi chống tham nhũng trong đảng viên là vấn đề cấp bách cần thực hiện ngay và đã áp dụng một số biện pháp như đưa vào dự thảo luật bắt đảng viên phải kê khai tài sản, giao quyền cho chi bộ có quyền kỷ luật cả đảng viên cấp trên khi có tham những, kêu gọi nhân dân cùng tham gia chống tham nhũng với Đảng để đảm bảo vai trò lãnh đạo của mình và một số biện pháp xử lý kỷ luật như tại Hà Nội đã kỷ luật 853 đảng viên tham nhũng, tiêu cực trong 5 năm liền, tại Thành phố Hồ Chí Minh có kết luận 141 đảng viên và 16 tổ chức đảng vi phạm, trong đó phải xem xét kỷ luật đảng đối với 36 đảng viên và 2 tổ chức đảng....
Gần đây nhất, Trung ương Đảng thành lập Ban Nội chính Trung ương Đảng Cộng sản Việt Nam  do ông Nguyễn Bá Thanh làm Trưởng ban và thành lập 7 đoàn thanh tra đi thanh tra các vụ tham nhũng nổi cộm.